# Gorinja
Gorinja (szerbül: Гориња) falu Bosznia-Hercegovinában, a Bosznia-hercegovinai Föderáció Una-Szanai kantonjában, Bosanska Krupa községben.

## Fekvése
Bosznia-Hercegovina északnyugati részén, Bihácstól légvonalban 29, közúton 41 km-re keletre, Bosanska Krupa központjától légvonalban 12, közúton 18 km-re délkeletre fekvő dombos, erdős területen fekszik.

## Népessége
| Nemzetiségi csoport | Népesség 1991 | Népesség 2013 |
| ------------------- | ------------- | ------------- |
| Szerb               | 222           | 36            |
| Bosnyák             | 0             | 0             |
| Horvát              | 3             | 0             |
| Jugoszláv           | 1             | 0             |
| Egyéb               | 0             | 0             |
| Összesen            | 226           | 36            |

## Története
A falu területe már a történelem előtti időkben is lakott volt. A határában, Gorinja és Jasenica között fekvő Kneževica gradina nevű terület hosszan elnyuló platójának keleti oldalán ókori erődítmény maradványai találhatók. A fennmaradt kőfalak és egyéb maradvámyok alapján a szakemberek az erődítmény korát a bronzkorra, illetve a vaskorra keltezték.
Középkori templomának és temetőjének maradványa a Crkvina nevű dombon található. A templomot a 14. – 15. századra datálják, körülötte több sírkő is található.

## Nevezetességei
- A falu ortodox temploma

- Középkori templomának és temetőjének maradványai a Crkvina-dombon. A templom kőből épített, nyugat-keketi tájolású, 12 méter hosszú és 9 méter széles volt. A keleti oldalt egy 3,5 méter széles apszis zárta le, ahol az oltár is állt. A templom körül temető feküdt, benne több stećak típusú sírkővel, melyek közül 18 db maradt fenn szabálytalan, négyszögletes formában. A templomot és a temetőjét a maradványok alapján a 14. – 15. századra keltezték.

- Ókori erődítmény maradványai a Gradina lelőhelyen.